# ۲۵ شهریور
۲۵ شهریور صد و هشتادمین روز سال در گاه‌شماری خورشیدی است. به پایان سال ۱۸۵ روز (۱۸۶ روز در سال کبیسه) باقی‌است.

## رویدادها
- ۱۲۸۵ - برگزاری نخستین انتخابات مجلس شورای ملی
- ۱۳۲۰ - برکناری رضاشاه و آغاز پادشاهی محمدرضا پهلوی
- ۱۳۵۷ - زمین‌لرزه ۱۳۵۷ طبس
- ۱۳۶۱. کشتار پناهندگان مسلمان فلسطینی در صبرا و شتیلای لبنان، از سوی نیروهای مسیحی لبنانی و حمایت نیروهای اسراییلی. (تا ۲۷ شهریور)(۱۶ تا ۱۸ سپتامبر ۱۹۸۲)
- ۱۳۸۹ - برگزاری چهاردهمین جشن سینمای ایران
- ۱۳۸۹ - پس از قطع دست پنج نفر در زندان همدان به جرم دزدی، دادستان همدان گفت بهتر بود اجرای این حکم در ملاعام صورت می‌گرفت
- ۱۴۰۱ - ایران به عنوان عضو دائم سازمان همکاری شانگهای به رسمیت شناخته شد.
- ۱۴۰۱ - انتشار گزارش از کسی نمی‌ترسیم؛ شکایت می‌کنیم توسط الهه محمدی
- ۱۴۰۱ - آغاز خیزش ۱۴۰۱ ایران
- ۱۴۰۲ - سالگرد کشته‌شدن مهسا امینی

## زادروزها
- ۱۳۰۲ - هادی هدایتی، دولت‌مرد
- ۱۳۱۰ - سیامک پورزند، روزنامه‌نگار
- ۱۳۱۵ - مهین شهابی، بازیگر
- ۱۳۵۶ - رضا غنی راینی، نویسنده و شاعر
- ۱۳۵۶ - علیرضا دبیر، کشتی‌گیر
- ۱۳۵۷ - ابراهیم میرزاپور، بازیکن فوتبال
- ۱۳۵۷ - امیرحسین اصلانیان، بازیکن فوتبال
- ۱۳۶۰ - محمدجواد آذری جهرمی، وزارت ارتباطات و فناوری اطلاعات در دوران ریاست جمهوری حسن روحانی
- ۱۳۶۵ - حسین ماهینی، بازیکن فوتبال

## درگذشت‌ها
- ۱۳۶۹ - علی محمد حیدریان، نقاش
- ۱۳۷۲ - ابوالقاسم انجوی شیرازی، ادیب و نویسنده
- ۱۳۸۴ - جعفر پتگر، نقاش [۱]
- ۱۳۸۶ - سید مرتضی عسکری، از علمای بزرگ شیعه
- ۱۳۹۴ - ابوالقاسم خزعلی، عضو مجلس خبرگان رهبری
- ۱۴۰۱ -‌ مهسا امینی، شهروند ایرانی